# روزاليند فرانكلين (مركبة جوالة)
«روزاليند فرانكلين»، المعروفة سابقًا باسم روفر «إكسومارس»، هي مركبة متجولة روبوتية «روفر» من المخطط إطلاقها إلى المريخ، كجزء من برنامج إكسومارس الدولي بقيادة وكالة الفضاء الأوروبية «إيسا» ووكالة الفضاء الروسية الفدرالية «روسكوزموس».
من المقرر إطلاق المركبة في يوليو 2020. تشمل الخطة إطلاق مركبة روسية، ووحدة ناقلة تابعة لإيسا، ومركبة هبوط روسية تُدعى «كازاشوك» لإيصال المركبة المتجولة إلى سطح المريخ. بمجرد هبوطها بأمان، ستبدأ المركبة المتجولة العاملة بالطاقة الشمسية في مهمة لمدة سبعة أشهر (218 يوم مريخي «سول») للتحقق من وجود حياة سابقة على المريخ. سوف مركبة تتبع الغاز المدارية (تي جي أوه)، التي أُطلقت عام 2016، كقمر صناعي لنقل البيانات من روزاليند فرانكلين ومركبة الهبوط.
سُميت المركبة نسبةً لعالمة الكيمياء الإنجليزي ورائدة دراسة الحمض النووي «روزاليند فرانكلين».

## نظرة تاريخية

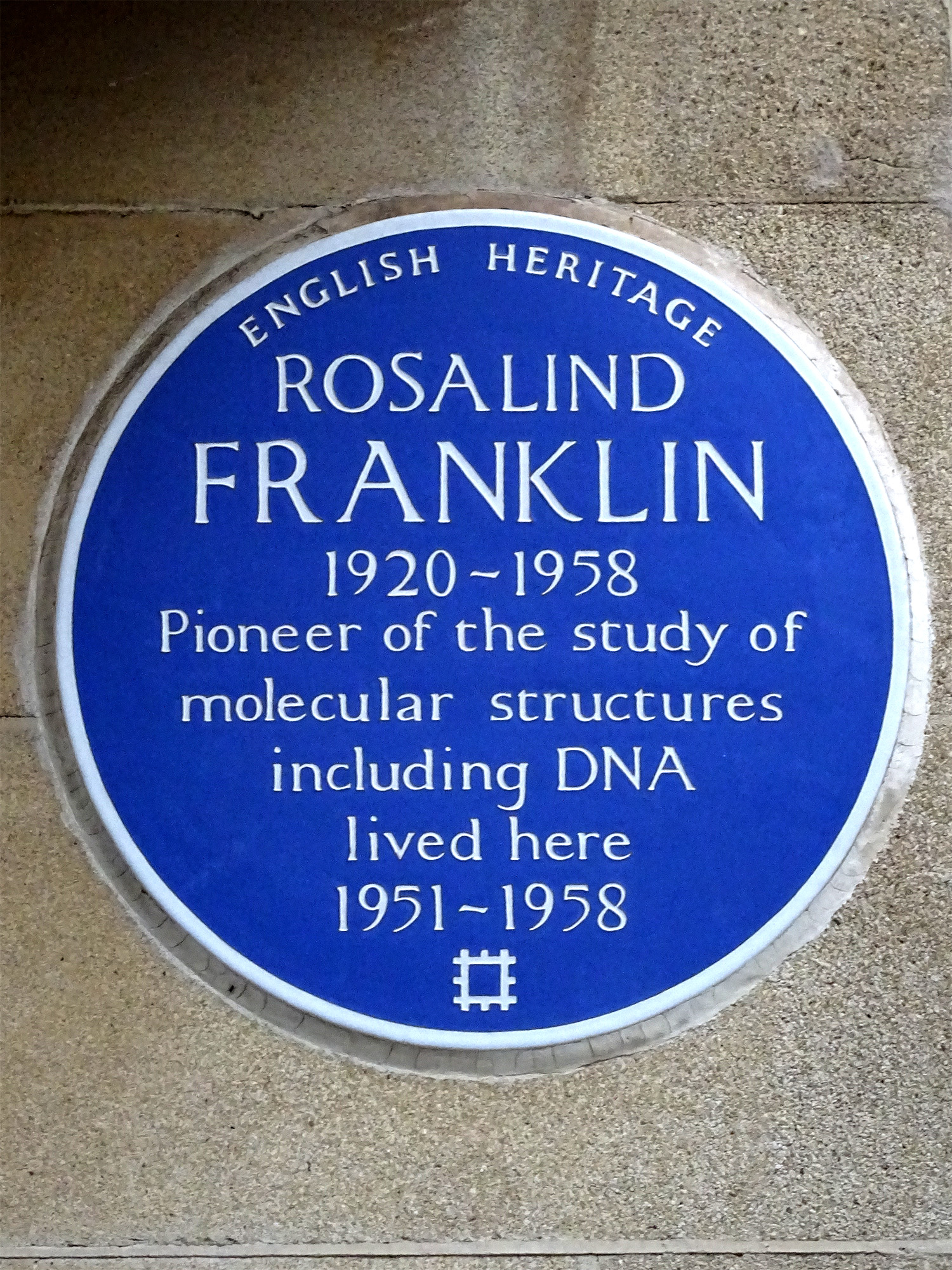
روزاليند فرانكلين 1920-1958 رائدة دراسة الهياكل الجزيئية بما في ذلك الحمض النووي عاشت هنا في الفترة من 1951 إلى 1958

روزاليند فرانكلين هي مركبة متجولة ذاتية التحكم مزودة بست عجلات، وتتمتع بكتلة تقارب 300 كيلوجرام (660 باوند)، أي أكثر بنحو 60% من مركبتي استكشاف المريخ المتجولتين التابعتي لناسا، «سبيريت» و«أبورتينيتي»، ولكن ثلث كتلة مركبة «كيوريوسيتي» المتجولة التابعة لناسا التي أُطلقت في 2011. قررت إيسا العودة لتصميم المركبة الأصلي هذا بعد أن قلصت ناسا من مشاركتها في المهمة نتيجة نقص التمويل، بعد دراسة استمرت بين عامي 2009 و2012.
ستُزود المركبة بمثقاب دوار بطول مترين (6 أقدام و7 بوصات) لجمع العينات من أسفل سطح المريخ بالإضافة لجارور المختبر التحليلي (إيه إل دي)، الذي يحوي أدوات «حمولة باستور» العلمية التسعة. ستبحث المركبة عن جزيئات أو بصمات حيوية تدل على حياة ماضية على الكوكب الأحمر.

### بناء المركبة
بدأت شركة البناء الرئيسية للمركبة، ألا وهي القسم البريطاني لشركة «إيرباص للدفاع والفضاء»، في الحصول على المكونات الأساسية في مارس 2014. في ديسمبر 2014، وافقت دول أعضاء إيسا على تمويل بناء المركبة، ليتم إرسالها إلى المريخ في الإطلاق الثاني عام 2018، ولكن سرعان ما أدى نقص التمويل إلى تأخير الإطلاق حتى عام 2020. مُولت العجلات ونظام التعليق من قبل وكالة الفضاء الكندية وتم تصنيعها بواسطة شركة «ماكدونالد وديتويلر وشركائهما» (إم دي أيه) في كندا. يبلغ قطر كل عجلة 25 سنتيمتر (9.8 بوصة). ستوفر روسكوزموس وحدات التسخين بالنظائر المشعة (آر إتش دي) للمركبة للحفاظ على دفئ مكوناتها الإلكترونية في الليل. جُمعت المركبة من قبل شركة إيرباص في المملكة المتحدة خلال عامي 2018 و2019.

### جدول الإطلاق الزمني
بحلول مارس 2013، كان من المقرر إطلاق المركبة الفضائية في عام 2018 للهبوط على المريخ في أوائل عام 2019. أدت التأخيرات في الأنشطة الصناعية الأوروبية والروسية وفي تسليم الحمولات العلمية إلى تأجيل عملية الإطلاق. في مايو 2016، أعلنت إيسا عن تأجيل المهمة حتى نافذة الإطلاق التالية المتاحة في يوليو 2020. استعرضت الاجتماعات الوزارية لإيسا في ديسمبر 2016 مشاكل المهمة، بما في ذلك تمويل برنامج إكسومارس بقيمة 300 مليون يورو والدروس المستفادة من مهمة «شياباريلي» الفاشلة التابعة لنفس البرنامج في عام 2016، التي تحطمت بعد دخولها الغلاف الجوي المريخي ونزولها بالمظلات.

### تسمية المركبة
في يوليو 2018، أطلقت إيسا حملة عامة لاختيار اسم للمركبة. في 7 فبراير 2019، سُميت المركبة باسم العالمة روزاليند فرانكلين (1920 – 1958) تكريما لها، التي قدمت إسهامات رئيسية في فهم الهياكل الجزيئية للـ «دي إن إيه» (الحمض النووي الريبوزي منقوص الأكسجين)، والـ «آر إن إيه» (الحمض النووي الريبوزي) والفيروسات والفحم والجرافيت.

## اختيار موقع الهبوط
بعد مراجعة لجنة عينتها إيسا، قُدمت قائمة قصيرة بشكل رسمي في أكتوبر 2014 تضم أربعة مواقع يُوصى بدرساتها بتفصيل أكثر. تتمتع مواقع الهبوط بدليل على وجود تاريخ مائي معقد على المريخ في الماضي. تشمل مواقع الهبوط ما يلي:
1. أخدود مارث
2. سهل أوكسيا
3. أخدود هيبانيس
4. تل آرام

في 21 أكتوبر 2015، اختير «سهل أوكسيا» كموقع الهبوط المُفضل للمركبة، بالإضافة لـ «تل آرام» و«اخدود مارث» كموقعان احتياطيان. في مارس 2017، استُبعد تل آرام، وفي نوفمبر 2018، اختير أخدود مارث مرة أخرى، ولا يزال ينتظر الموافقة عليه بشكل نهائي من قبل رؤساء وكالتي الفضاء الأوروبية والروسية.
بعد هبوط مركبة كازاشوك، سوف تبسط منحدرًا لتنزلق عليه مركبة روزاليند فرانكلين إلى السطح. ستبقى مركبة الهبوط ثابتةً لتبدأ مهمةً لمدة عامين لتفحص البيئة السطحية حول موقع الهبوط.